# Marie Wittich

Marie Wittich, 1896

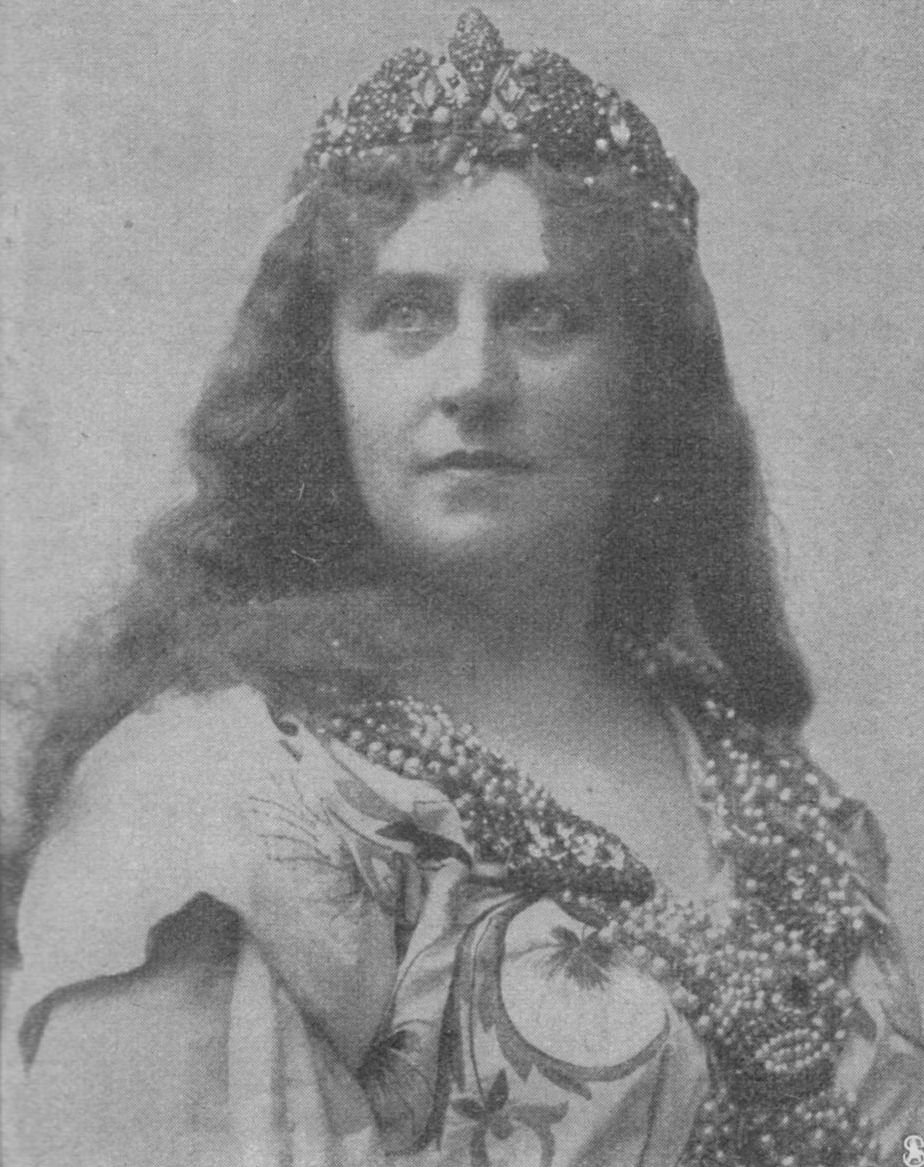
Marie Wittich in Bayreuth, 1904

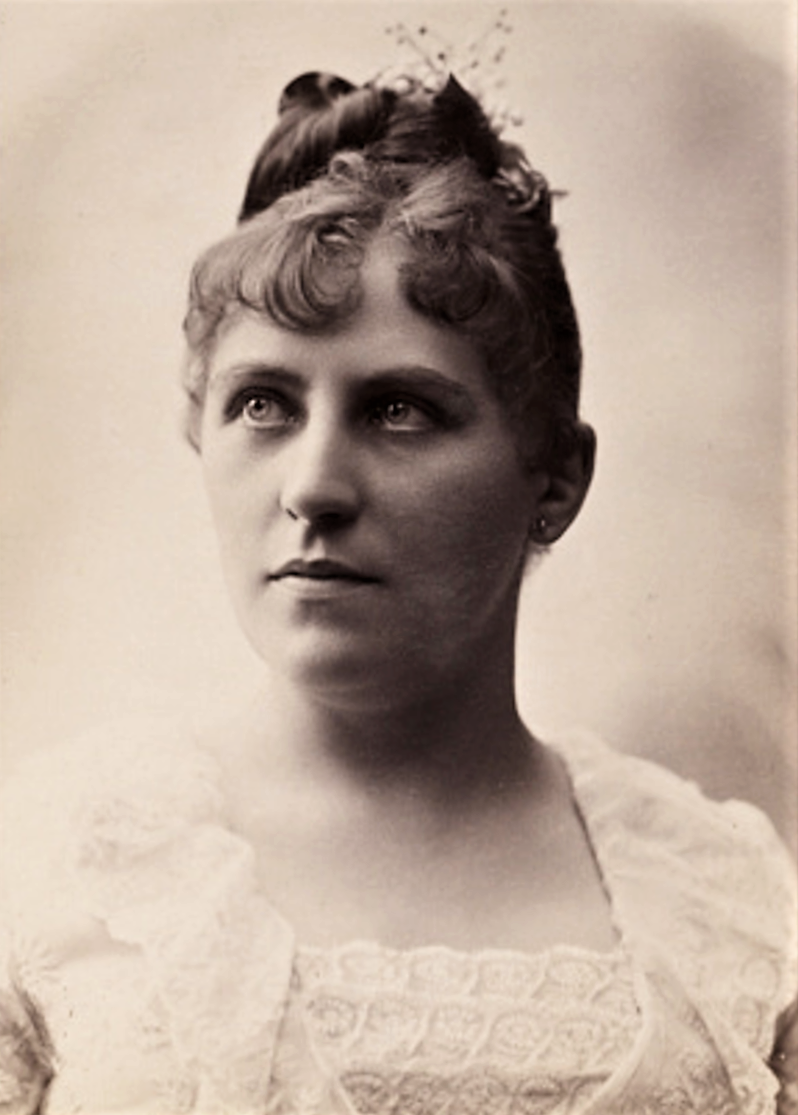
Marie Wittich, 1892

Marie Wittich (* 27. Mai 1868 in Gießen; † 4. August 1931 in Dresden; verheiratete Marie Faul, auch Marie Wittich-Faul) war eine deutsche Sängerin in der Stimmlage Sopran.

## Leben
Die Kaufmannstochter Marie Wittich genoss eine Gesangsausbildung in Würzburg, wo sie bei Verwandten nach ihrer Konfirmation wohnen konnte. Sie gab 1882 ihr Debüt in Magdeburg und wurde eine ausgezeichnete Sopranistin. Von 1901 bis 1909 trat sie regelmäßig bei den Bayreuther Festspielen auf, wo sie in den Opern von Richard Wagner die Sieglinde, die Kundry und die Isolde sang. Im Jahre 1889 erhielt sie zunächst ein Gastengagement an der Dresdner Hofoper als Vertretung für die vorübergehend erkrankte Primadonna Therese Malten (1855–1930) und wurde im selben Jahr fest angestellt.
1893 wurde Wittich mit dem Titel einer königlich sächsischen Kammersängerin ausgezeichnet. Der Musikkritiker Ernst Roeder hob 1896 in seiner Würdigung der musikalischen Leistungen von Marie Wittich hervor, dass sie sich „inzwischen glänzend bewährt“ hat. Auch in der Folgezeit erwarb Wittich bleibende Anerkennung, insbesondere in der Rolle der Salome. In der gleichnamigen Oper von Richard Strauss, uraufgeführt am 9. Dezember 1905 in der Dresdner Hofoper, wirkten neben ihr, wie vom Komponisten gewünscht, unter dem Dirigenten Ernst von Schuch u. a. Carl Perron als Jochanaan und Karel Burian als Herodes.
Weitere in- und ausländische Theater, an denen Wittich als Gast auftrat, waren die Staatsoper Prag, das Théâtre Royal de la Monnaie in Brüssel (1907) und das Nationaltheater München. Im Jahre 1914 verabschiedete sich Wittich mit einer Aufführung von Tristan und Isolde von der Bühne und arbeitete als Gesangslehrerin.
Wittich war verheiratet mit dem Stadtrat (a. D.) Karl Faul, mit dem sie in Dresden-Johannstadt, im Haus Comeniusstraße 63 lebte. Nach ihrem Ehemann starb sie im Sommer 1931 im Alter von 63 Jahren. Im Nachruf des Deutschen Bühnenjahrbuchs 1932 wurde Marie Wittich als „gefeierte Wagner-Sängerin“ als Gast bei den Bayreuther Festspielen gewürdigt, deren „Stimme Kraft und Klangschönheit in seltener Weise“ verband.

## Auszeichnungen
- 1893: Kammersängerin
- vor 1914: Sächsische Gold-Medaille „Virtuti et ingenio“ (g. M. Virtuti et ingenio)[6][7] am Band des Albrechtsordens[8]
- vor 1914: Sachsen-altenburgische Verdienstmedaille für Kunst und Wissenschaft mit der Krone (Alt. g. V. M. f. K. u. W. m. d. Kr.)[6]
- vor 1914: Verdienstmedaille für Kunst und Wissenschaft des Herzogtums Sachsen-Coburg und Gotha (Cob. g. V. M. u. W)[6]
- vor 1914: Reußisches Goldenes Verdienstkreuz für Kunst und Wissenschaft (Reuß. J. L. g. V† f. K. u. W.)[6]
- 1914 (nach ihrer Pensionierung): Ehrenmitglied der Dresdner Oper[9]
- posthum 1938: Benennung der Marie-Wittich-Straße im Dresdner Stadtteil Leubnitz-Neuostra[10]